# La bella jardinera
La bella jardinera (en italià La bella giardiniera) és una pintura a l'oli realitzada per Rafael el 1507 i actualment exposada al Museu del Louvre, a París, on es coneix amb el nom de La Vierge à l'Enfant avec le petit saint Jean-Baptiste.